# Noicàttaro
Noicàttaro es una localidad italiana de la provincia de Bari, región de Puglia, con 25.427 habitantes.

## Evolución demográfica
| Gráfica de evolución demográfica de Noicàttaro entre 1861 y 2001 |
|                                                                  |
| Fuente ISTAT - elaboración gráfica de Wikipedia                  |